# Niklas Engelin
Niclas Engelin es un guitarrista y compositor nacido en Suecia, proveniente de Gotemburgo. Fue miembro de Gardenian hasta el 2004, fecha en que la banda se disolvió. Forma parte de la banda Engel, junto con el guitarrista Marcus Sunesson, de The Crown con varios lanzamientos a la fecha, y de la banda Drömriket, un proyecto de hard rock cuyo álbum debut homónimo fue lanzado en el año 2014.
Engelin ha tocado en muchas bandas como Passenger, Gard y Saracazm. También ha tocado en vivo con In Flames durante sus giras en Europa y Japón en 1997 y recientemente en Norteamérica en el año 2009.
Ingreso como guitarrista a la banda In Flames, sustituyendo a Jesper Strömblad desde el año 2011 hasta su salida en el año 2020, siendo sustituido por Chris Broderick.
En octubre de 2021, se anunció que Niclas se reuniría con sus excompañeros de In Flames, Peter Iwers y Daniel Svensson, junto con Jesper Strömblad, al que había sustituido, y el vocalista de Dark Tranquility, Mikael Stanne, en un nuevo proyecto llamado The Halo Effect.

## Discografía
Con Sarcazm
- Breath, Shit, Excist... 1993 (Deathside Records)

Con Gardenian
- Two Feet Stand 1997 (Listenable Records)
- Soulburner 1999 (Nuclear Blast)
- Sindustries 2000 (Nuclear Blast)

Con Passenger
- Passenger 2003  (Century Media)

Con Engel
- Absolute Design 2007 (Steamhammer/SPV)
- Threnody 2010 (Steamhammer/SPV)
- Blood of Saints 2012 (Seasons of Mist)
- Raven Kings 2014	(Gain/Sony)
- Abandon All Hope 2018 (Gain/Sony)

Con Drömriket
- Drömriket 2014 (Gain Records)

Con We Sell the Dead
- Heaven Doesn't Want You and Hell Is Full 2018 (earMusic)
- Black Sleep	Full-length 2020 (earMusic)

Con In Flames
- Siren Charms 2014 (Epic/Sony, Razzia)
- Battles 2016 (Nuclear Blast)
- I, the Mask 2019 (Nuclear Blast)

Con The Halo Effect
Days of The Lost – 2022 (Nuclear Blast)
Como invitado
- Kamelot - Silverthorn - guitarra en la canción "Grace" - 2012